# Massaker von Kasos
1821

Walachischer Aufstand – Kalamata – Navarino – Patras – Salona – Livadeia – Lalas – Samothraki – Monemvasia – Alamana – Valtetsi – Doliana – 1. Akropolis – Gravia – Drăgășani – Grana – Vasilika (Thessaloniki) – Sculeni – Vasilika (Fthiotida) – Tripoli
1822–1824

Akrokorinth – Chalandritsa – Chios – Naoussa – Chios – Peta – Kompoti – Dervenakia – Agionori – Nauplia – 1. Missolonghi – Karpenisi – 2. Missolonghi – Kasos – Psara – Samos – Gerontas
Griechische Bürgerkriege 1823–1825
Ägyptische Intervention

Kremmydi – Andros – Sphacteria – Maniaki – Myloi – Alexandria – Kakosalesi – Kleisova – 3. Missolonghi – Kastraki – Mani – Varnakova – 2. Akropolis – Arachova – Kamatero – Phaleron
Intervention der Großmächte

Volos – Itea – Mega Spilaio – Navarino – Morea-Expedition – Chios-Expedition – Mortino – Koronisia – Petra
Seeschlachten sind in kursiv
Das Massaker von Kasos war ein Massaker an griechischen Zivilisten während des Griechischen Unabhängigkeitskrieges durch osmanische Streitkräfte, nachdem die griechische christliche Bevölkerung gegen das Osmanische Reich rebelliert hatte.

## Kasos im griechischen Unabhängigkeitskrieg
Bei Ausbruch des griechischen Unabhängigkeitskrieges war Kasos halbautonom; einige seiner Einwohner hatten durch den Handel Wohlstand erlangt. Es hatte eine Bevölkerung von 7000 Menschen und eine Flotte von etwa 100 Schiffen. Mit Beginn der Feindseligkeiten begannen die Kasioten, die Küsten Anatoliens, der Levante und sogar Ägyptens zu überfallen. Unter ihrem gewählten Admiral Nikolaos Gioulios unterstützten sie auch häufig die anderen griechischen Rebellen auf Kreta, Samos und anderswo. Wie George Finlay berichtet, „wurde gesagt, dass die Kasioten ihre Gefangenen normalerweise auf See ermordeten“, insbesondere da die Insel unfruchtbar war und ihre bestehende Bevölkerung nur schwer ernähren konnte. Apostolos Vakalopoulos weist auch darauf hin, dass die Kontrolle über Kasos notwendig war, um die osmanisch-ägyptische Kontrolle über das rebellische Kreta zu festigen. Strategisch gesehen war Kasos, vergleichbar mit Samos und Psara, ein zentrales Bollwerk und Hauptquartiere für die griechischen Revolutionäre.
Bereits im Juni 1823 landete eine ägyptische Flotte unter dem Kommando von Ismael Gibraltar mit 3000 albanischen Soldaten unter Djiritli Hüseyn Bey auf Kreta. Bis zum Frühjahr 1824 gelang es Hüseyn Bey, den griechischen Aufstand auf Kreta niederzuschlagen, indem er Gewalt und Terror geschickt miteinander kombinierte und den griechischen Rebellenführern, die sich unterwerfen wollten, Amnestie gewährte.[6] Nachdem Kreta unterworfen war, richteten der osmanische Sultan Mahmud II. und sein halbautonomer Gouverneur in Ägypten, Muhammad Ali, ihre Aufmerksamkeit auf Kasos und beschlossen, an der Insel ein Exempel zu statuieren.
Die Kasioten erfuhren von ihren Absichten und schickten Briefe an die provisorische Verwaltung Griechenlands, um um Hilfe zu bitten, doch die Regierung antwortete, dass sie aus Geldmangel nicht in der Lage sei, die Flotte zu mobilisieren. Die ägyptische Flotte erschien erstmals am 2. Juni vor der Insel, startete einen wirkungslosen Bombardement und unternahm Anstalten, Truppen zu landen. Da es sich vermutlich nur um eine Aufklärungsmission handelte, brach das Schiff bald auf. Erst am 18. Juni erschienen alle 45 Schiffe der ägyptischen Flotte vor der Insel.

## Einnahme von Kasos und Massaker
Die Insel war nicht gut befestigt, abgesehen von einigen Kanonen an der Küste, die den wahrscheinlichen Landeplatz abdecken sollten. Die ägyptischen Kommandeure schafften es außerdem, die Inselbewohner zu täuschen: Nachdem sie an der Insel vorbeigesegelt waren und sich zwei Tage lang mit den Verteidigern schweres Artilleriefeuer geliefert hatten – allein am 19. feuerten die Ägypter über 4000 Schüsse ab –, bewegte sich die Flotte in Richtung der Nordspitze der Insel. Dort ließen sie 18 große Boote zu Wasser und gaben vor, dort zu landen, wobei sie von heftigem Musketenfeuer gedeckt wurden, während 24 Boote mit 1500 Albanern am 19. Juni im Schutz der Nacht hinter dem Dorf Agia Marina landeten. Der Großteil der Bevölkerung lebte in den vier Bergdörfern rund um die Hauptstadt, die nun zwischen zwei feindlichen Mächten lagen. Hüseyn Bey forderte die Kapitulation und lehnte die Bitte um Bedenkzeit ab. Schließlich entschieden sich die Dorfältesten, sich zu unterwerfen; Dies hinderte Hüseyn Bey nicht daran, viele von ihnen später hinzurichten. Einer Reihe von Kasioten gelang die Flucht, indem sie nach Karpathos segelten.
Die Männer, die unter einem gewissen Kapitän Markos in den Küstenbatterien auf der Westseite postiert waren, leisteten stärkeren Widerstand, wurden jedoch ebenfalls überwältigt, als die Albaner, erfahrene Gebirgskriegsveteranen, die Deckung der höheren Lage nutzten, um sich ihnen zu nähern und sie zu besiegen. Dabei verloren sie nur 30 Mann. Markos selbst wurde gefangen genommen und gefesselt vor Hüseyn Bey gebracht, wo es ihm plötzlich gelang, seine Fesseln zu zerreißen, einem seiner Wachen ein Messer zu entreißen und drei von ihnen zu töten, bevor auch er getötet wurde. Den Albanern wurden 24 Stunden gegeben, um nach Belieben zu plündern; Die ägyptischen Truppen erbeuteten viel Beute sowie 15 größere und 40 kleinere Schiffe, während drei neu gebaute Schiffe und alle beschädigten Schiffe verbrannt wurden. Danach stellten Ismael Gibraltar und Hüseyn Bey jedoch die Ordnung auf der Insel wieder her und richteten drei Araber hin, die entsprechende Befehle missachtet hatten.
Von den Männern Kasos wurden 500 getötet und über 2000 Frauen und Kinder gefangen genommen; Eine kleine Anzahl wurde von ihren Verwandten zurückgekauft, während der Rest auf die Sklavenmärkte in Ägypten und Kreta geschickt wurde. Dem ägyptischen Admiral gelang es, eine beträchtliche Zahl Überlebender – auch von den Nachbarinseln Karpathos und Symi – als Matrosen für seine eigene Flotte zu rekrutieren und ihnen ein Gehalt von 50 Kuruş pro Monat anzubieten, bevor er mit seinen erbeuteten Schiffen sowie fünfzehn Ältesten und den Familien der wichtigsten Kasioten als Geiseln triumphierend nach Alexandria zurückkehrte.

## Folgen

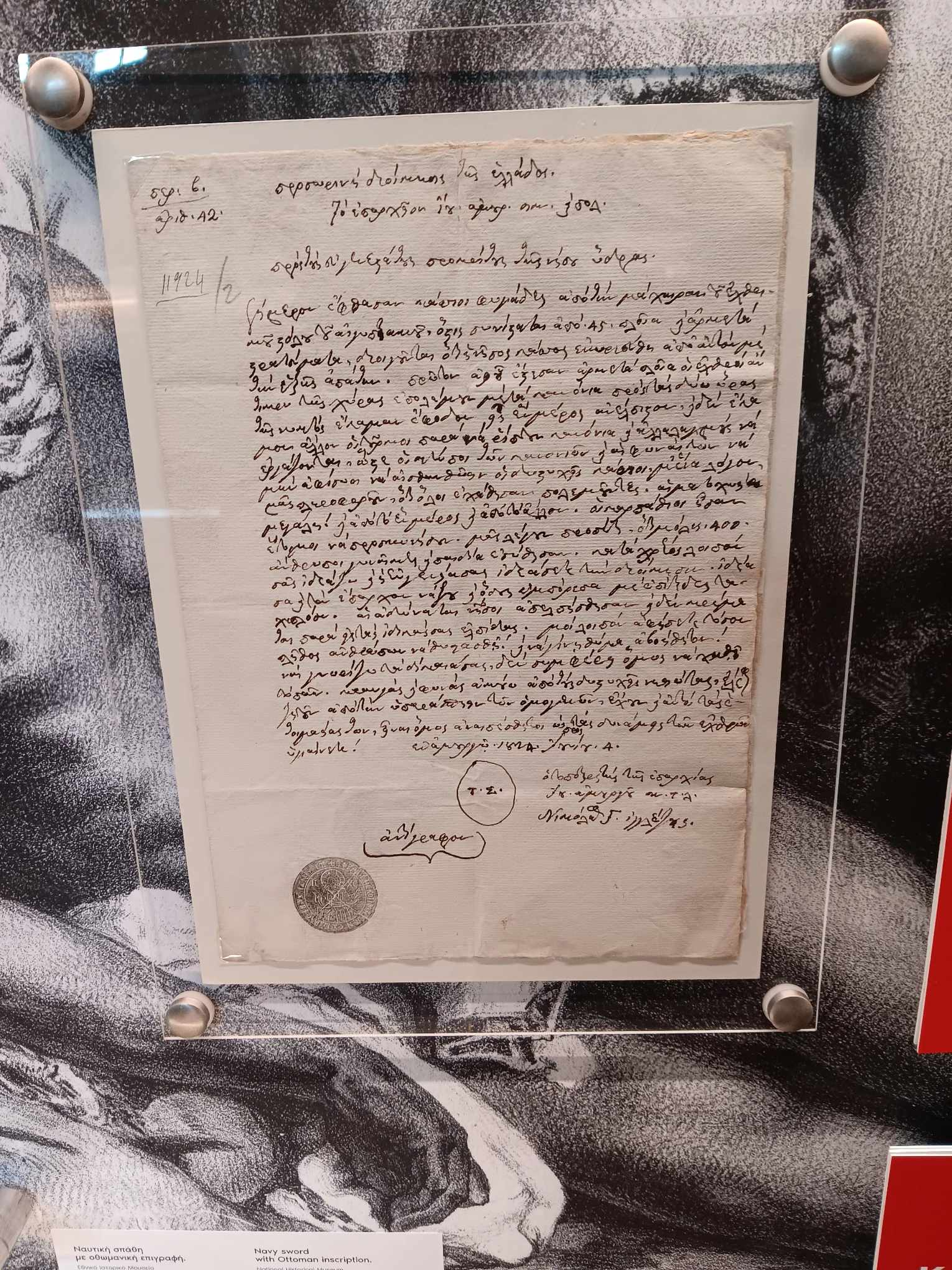
Brief von Nikolaos Inglesis, Landvermesser von Ios-Amorgos, an die Präfekten von Hydra bezüglich des Massakers von Kasos

Die Nachricht von der Gefahr, die Kasos drohte, erreichte Hydra am 21. und die griechische Flotte unter Antonios Kriezis mobilisierte mit großer Verzögerung und Mühe und erreichte die Insel erst am 2. Juli. Kriezis patrouillierte in den Gewässern zwischen Karpathos und Rhodos, ohne auf feindliche Schiffe zu treffen. Der von Ismael Gibraltar als Gouverneur zurückgelassene Agha floh von der Insel nach Karpathos, doch die Insel wurde vollständig zerstört. Vizeadmiral Georgios Sachtouris und seine Kapitäne schlugen den Inselbewohnern vor, sie auf die Peloponnes zu transportieren, doch die Kasioten lehnten ab, und die griechische Flotte erhielt die Nachricht, dass die osmanische Hauptflotte von Konstantinopel aus in See gestochen war, und war gezwungen, die Insel zu verlassen. Tatsächlich folgte auf die Zerstörung von Kasos bald darauf ein weiterer, schwererer Schlag für die Griechen: die Zerstörung von Psara.